# Nicolás Issa Obando
Nicolás Issa Obando (Guayaquil, 2 de noviembre de 1946-Ibídem, 31 de marzo de 2016) fue un empresario y político ecuatoriano que ocupó la vicepresidencia del Congreso Nacional y del Parlamento Andino, además de haber sido director nacional del Partido Roldosista Ecuatoriano y de la Izquierda Democrática.

## Biografía
Realizó sus estudios superiores en la Universidad Católica de Santiago de Guayaquil, donde obtuvo el título de licenciado en ciencias sociales y fue presidente de la Asociación Escuela de Derecho y de la Federación de Estudiantes.
En el ámbito político fue consejero provincial de Guayas y diputado nacional en el periodo de 1988 a 1992 por la Izquierda Democrática, partido del que fue director nacional entre 1989 y 1992. En 1988 fue elegido vicepresidente del Congreso Nacional.
Posteriormente se unió al Partido Roldosista Ecuatoriano e intentó infructuosamente ser elegido diputado en representación de la provincia de Guayas en las elecciones legislativas de 2002.
En mayo de 2007 fue nombrado embajador de Ecuador en España por el presidente Rafael Correa, cargo que desempeñó hasta junio de 2009.
En las elecciones legislativas de 2013 intentó infructuosamente ser elegido asambleísta en representación de la provincia de Santa Elena por el movimiento local Frente de Lucha Ciudadana, que había decidido no apoyar a los candidatos del movimiento oficialista Alianza PAIS en dichas elecciones.
Falleció el 31 de marzo de 2016 en Guayaquil. El mismo día se llevó a cabo un minuto de silencio en su honor en la Asamblea Nacional.